# Philoliche medialis
Philoliche medialis är en tvåvingeart som beskrevs av H. Oldroyd 1957. Philoliche medialis ingår i släktet Philoliche och familjen bromsar.
Artens utbredningsområde är Moçambique. Inga underarter finns listade i Catalogue of Life.